# Bud Gulka
Bud Gulka (* 12. April 1947 in Kipling, Saskatchewan) ist ein ehemaliger kanadischer Eishockeyspieler, der während seiner Karriere unter anderem für die Vancouver Blazers in der World Hockey Association spielte.

## Karriere
Bud Gulka begann erst relativ spät als junger Erwachsener mit dem Eishockeyspielen und stand zunächst in Vancouver für eine Amateurmannschaft auf dem Eis, bevor der Kanadier zur Saison 1974/75 einen Kontrakt bei den Vancouver Blazers aus der World Hockey Association erhielt. Gulka, der bei den Blazers als Ersatzspieler in der Rolle des Enforcers vorgesehen war, stand im Verlauf seiner einzigen Profisaison unter Cheftrainer Joe Crozier in fünf WHA-Partien auf dem Eis. Dabei gelang es ihm die beste Schussquote aufzuweisen, als der Stürmer mit seinem einzigen Torschuss ins gegnerische Gehäuse traf.
Nach Abschluss der Spielzeit 1974/75 wurde Gulka erneut als Amateurspieler tätig und heuerte in Delta, British Columbia, bei den North Shore Hurry Kings aus der Northwest Hockey League an. Später ging der Kanadier auch für die Delta Hurry Kings in der British Columbia Senior Hockey League aufs Eis.